# 紀元前151年
紀元前151年（きげんぜん151ねん）は、ローマ暦の年である。

## 他の紀年法
- 干支 : 庚寅
- 日本
  - 開化天皇7年
  - 皇紀510年
- 中国
  - 前漢 : 景帝6年
- 朝鮮
  - 檀紀2183年
- 仏滅紀元 : 394年
- ユダヤ暦 : 3610年 - 3611年

## できごと

### カルタゴ
- カルタゴはローマ帝国からの借金を完済した。これにより、カルタゴ側は第二次ポエニ戦争後に結ばれた、カルタゴがローマに従属するという内容の条約は実質的に効力を失ったと見なしたが、条約が恒久のものだとするローマ側はこの解釈に同意しなかった。
- ヌミディアは、カルタゴの街を包囲し、新たな戦線を開始した。カルタゴは25000の兵を遠征させ、ヌミディアの侵略者を撃退した。

### ローマ
- ポリュビオスの要請で、スキピオ・アエミリアヌスはマルクス・ポルキウス・カトー・ケンソリウスの支援を取り付け、紀元前167年に行われた裁判の後も抑留されている300人のアカイア人を解放するよう要求した。
- ローマ軍は、ガリア・キサルピナからのケルト人の襲撃を退け、ギリシアの商業港マッシリアの繁栄を助けた。
- プラエトルセルウィウス・スルピキウス・ガルバと前執政官ルキウス・リキニウス・ルクッルスに率いられたローマ軍はヒスパニアに到着し、征服を始めた。ヌマンティアのケルティベリア人による反逆が止まった。

### インド
- 父プシャミトラの後を継ぎ、アグニミトラがシュンガ朝の皇帝になった。

## 死去
- プシャミトラ - シュンガ朝の創設者